# (447) Valentine
(447) Valentine es un asteroide perteneciente al cinturón de asteroides descubierto el 27 de octubre de 1899 por Friedrich Karl Arnold Schwassmann y Maximilian Franz Wolf desde el observatorio de Heidelberg-Königstuhl, Alemania.
Está nombrado en honor de Valentine Noëmi von Rothschild (1886-1969), hija del banquero austrohúngaro Albert von Rothschild (1844-1911).